# Abay (Almaty)
Abay (em cazaque: Абай; Abai) é uma aldeia da região de Almaty, no distrito de Karasay, estando localizada a sudeste do Cazaquistão.
Durante a era soviética, a mesma possuía a nomenclatura Oktyabr'skoye Desyatoye. É também conhecida pelo nome alternativo Imeni Abaya.

## Aspectos gerais

### Geografia
Abay é um subúrbio que fica a sudoeste de Almaty e a nordeste de Karasay, cujo acesso é realizado pela rodovia M33.

### Economia
A aldeia conta com o reservatório de Zhalpaksaiskoe, localizada a sudeste da mesma, que serve para o abastecimento de água local. A terra agrícola fica ao norte de Abay, entre a rodovia M33 e o sul do país.